# Philip Jalalpoor
Philip Jalalpoor (en persan : پویان جلال‌پور), né le 14 juin 1993 à Schifferstadt, en Allemagne, est un joueur germano-iranien de basket-ball, évoluant au poste de meneur, devenu entraîneur.

## Biographie
Natif de Schifferstadt, en Allemagne, il est forme aux Thunderbirds de l'UCB au Canada. Jalalpoor commence sa carrière professionnelle en Espagne avec le CB Clavijo. Il rejoint l'UBC St. Pölten en Bundesliga autrichienne, où il affiche une moyenne de 18,6 points, 6,4 rebonds et 6,9 passes décisives par match. Il est meilleur passeur de la ligue lors de la saison 2019-2020.
Il participe aux Jeux olympiques 2020 avec la sélection iranienne.
Il signe un contrat avec le Medi Bayreuth en juin 2020.
En août 2022, Jalalpoor a signé avec le club de l'UMF Njarðvíkur, en Islande. Il dispute un seul match de saison régulière avec l’équipe avant de se séparer du club le 13 octobre. Cinq jours plus tard, il signe un contrat d’un mois en tant que remplaçant pour blessure avec le club rival du KR Reykjavik. En trois matchs avec KR, il enregistre en moyenne 8,7 points et 1,3 passe décisive par match.
Le 22 juin 2023, il retourne à Medi Bayreuth, en Pro A.
Philip Jalalpoor annonce sa retraite en tant que joueur à la fin de la saison 2023-2024. Il accepte une offre pour devenir entraîneur adjoint à l’Université de la Colombie-Britannique. Lorsque Kevin Hanson, entraîneur principal de longue date de l’UBC, annonce sa démission en mai 2025, Jalalpoor est nommé entraîneur principal par intérim.